# Plaxico Burress
(en) Statistiques sur pro-football-reference
Plaxico Burress est un joueur américain de football américain, 12 août 1977 à Norfolk (Virginie), qui évolue au poste de wide receiver.

## Carrière

### Universitaire
Il effectua sa carrière universitaire avec les Spartans de Michigan State.

### Professionnelle

#### Steelers de Pittsburgh
Il a été drafté au 1er tour (8e choix) en 2000 par les Steelers de Pittsburgh.

#### Giants de New York
À partir de 2005, il évolue avec les Giants de New York. Plaxico Burress a terminé 7e au classement des marqueurs de touchdowns lors de la saison régulière NFL 2007. Lors de cette saison, Les Giants ont remporté le Super Bowl en battant les favoris, les Patriots 17-14.
Plaxico Burress a fait l'objet d'une enquête judiciaire à la suite d'un accident qui a eu lieu dans une boîte de nuit de New York. Il se serait tiré dessus lui-même avec une arme, alors qu'il n'avait pas de permis de détention. À la suite de cette histoire, il est libéré par les Giants le 3 avril 2009. Après 20 mois de prison à New York, Plaxico Burress est libéré le lundi 6 juin 2011.

#### Jets de New York
En 2011, il signe aux Jets de New York.